# Andrena mongolica
Andrena mongolica är en biart som beskrevs av Morawitz 1880. Andrena mongolica ingår i släktet sandbin, och familjen grävbin. Inga underarter finns listade i Catalogue of Life.